# Royalty (motorfiets)
Royalty is een Belgisch historisch merk van fietsen en motorfietsen.
Deze werden geproduceerd door de Ets. Paul Baus in Hasselt rond 1953.
De "motorfietsen" waren eigenlijk verstevigde fietsframes met een clip-on motor van onbekende herkomst.